# Philip Zialor
Philip Zialor, né le 6 septembre 1976, est un footballeur seychellois. Il évolue au poste d'attaquant.
Joueur du Saint-Michel United avec qui il remporte cinq titres de champion, puis de Saint-Louis FC, il évolue actuellement sous les couleurs de Anse Réunion FC.
Il est le meilleur buteur de la sélection des Seychelles avec 12 buts inscrits en compétition FIFA.

## Biographie
Philip Zialor intègre la sélection nationale en 1998 et, remporte la médaille de bronze des Jeux des îles de l'océan Indien grâce à un doublé, inscrit dans le match pour la troisième place, face à Maurice. Attaquant de petite taille, il rejoint en 2000 Saint-Michel United et, remporte avec ce club le titre en fin de saison. La même année, avec la sélection, il dispute pour la première fois les éliminatoires de la Coupe du monde. Face à la Namibie, les Seychellois obtiennent le match nul un but partout, au match aller disputé au Stade Linité, grâce à une réalisation de Philip Zialor à la 28e minute. Deuxième en 2001, il remporte de nouveau ce titre en 2002 et 2003 avec son club. Il termine meilleur buteur du championnat en 2003.
Il rejoint en 2005 Saint-Louis FC et termine vice-champion. Après deux saisons dans ce club, il retourne en 2007 à Saint-Michel United. Il réussit le doublé avec son club en remportant la Coupe des Seychelles. Il inscrit le but victorieux lors de la finale. L'année suivante, le club conserve son titre et Philip Zialor termine, pour la deuxième fois, meilleur buteur du championnat avec 22 buts inscrits. En sélection, lors de la Coupe COSAFA 2008, il inscrit un quadruplé face à Maurice et les Seychelles s'imposent sur le score de sept buts à zéro.
En 2009, il rejoint Anse Réunion FC et termine pour la troisième fois meilleur buteur du championnat. Il met lors de cette saison un terme à sa carrière en équipe nationale. Avec 12 buts inscrits en rencontres FIFA, il est le meilleur buteur de la sélection.

## Palmarès
- Troisième des Jeux des îles de l'océan Indien en 1998 avec les Seychelles.
- Champion des Seychelles en 2000, 2002, 2003, 2007 et 2008 avec Saint-Michel United.
- Vice-champion des Seychelles en 2001 avec Saint-Michel United, 2005 avec Saint-Louis FC.
- Vainqueur de la Coupe des Seychelles en 2007 avec Saint-Michel United.
- Meilleur buteur du championnat des Seychelles en 2003, 2008 (22 buts) et 2009.